# 17825 Juranitch
17825 Juranitch è un asteroide della fascia principale. Scoperto nel 1998, presenta un'orbita caratterizzata da un semiasse maggiore pari a 3,103626 UA e da un'eccentricità di 0,122569, inclinata di 15,255918° rispetto all'eclittica. Ha un diametro di 12,559 km.